# Diogenes maclaughlinae
Diogenes maclaughlinae is een tienpotigensoort uit de familie van de Diogenidae. De wetenschappelijke naam van de soort is voor het eerst geldig gepubliceerd in 1985 door Nayak & Neelakantan.